# Рудник, Спиридон Романович
Спиридо́н Рома́нович Ру́дник (1914—1976) — советский военный деятель, полковник. В Великую Отечественную войну — начальник штаба 58-й гвардейской стрелковой дивизии.

## Биография
Спиридон Романович Рудник родился в 1914 году в селе Медоватая, Липовецкого уезда, Киевской губернии (ныне — Жашковского района, Черкасской области), украинец.
Призван в РККА в 1936 году Монастырищенским РВК, Винницкой области. На фронтах Великой Отечественной войны с июля 1941 года на Юго-Западном, Южном, Степном, 2 Украинском, 3 Украинском и 1 Украинском фронтах. Войну начал в звании лейтенанта.
В 1941—1945 годах занимал должности:
- помощник начальника штаба 43-го стрелкового полка, 96-й стрелковой дивизии;
- начальник штаба 43-го стрелкового полка, 96-й стрелковой дивизии;
- помощник начальника 1-го отделения штаба 14-й гвардейской стрелковой дивизии;
- командир 38-го гвардейского стрелкового полка, 14-й гвардейской дивизии[1];
- начальник штаба 58-й гвардейской стрелковой дивизии.

Спиридон Романович Рудник — один из участников Встречи на Эльбе советских и американских солдат 25 апреля 1945 года. Вот как вспоминает эти события Александр Тимофеевич Гордеев, командир 175-го гвардейского стрелкового полка, 58-й гвардейской стрелковой дивизии, рассказ которого опубликован в сборнике воспоминаний «Встреча на Эльбе» :
К середине дня 24 апреля наступила полная тишина. Такое на войне всегда настораживает, и я доложил о своем беспокойстве командиру дивизии. Он мне приказал отправить утром 25 апреля за Эльбу разведку, но с условием: огонь открывать только в случае крайней необходимости и удаляться от реки не далее 10 километров. В разведку я послал 6 стрелковую роту под командованием старшего лейтенанта Григория Голобородько. Утром 25 апреля 1945 года она переправилась через Эльбу и без всякого сопротивления продвинулась до высоты 129,7 у поселка Леквиц, в километре севернее Штрелы. В 11.30 Голобородько доложил мне по рации, что они встретились с американскими военнослужащими. Задачу свою рота выполнила, и я приказал ей возвратиться в расположение полка, пригласив в гости наших американских союзников. Спустя некоторое время рота Голобородько вернулась в Крайниц. Вслед за ней сюда же прибыл и американский патруль. Это было в 13.30. О встрече я доложил командиру дивизии. Он приказал мне принять американских гостей. От командира дивизии прибыли начальник штаба подполковник Спиридон Рудник, майор Анатолий Иванов и другие представители. Я и мои заместители Яков Козлов, Тосолтан Битаров, Владимир Лысов подошли к паромной переправе, где уже находились американцы. Это был патруль 69 й пехотой дивизии армии США из состава 273-го пехотного полка под командованием лейтенанта Альберта Котцебу. Вскоре к нам подошли многие наши солдаты и офицеры.
После войны С. Р. Рудник продолжал служить в Советской армии. В 1970 году по инициативе бывшего начальника штаба 58-й гвардейской стрелковой дивизии полковника Спиридона Рудника был создан совет ветеранов 58-й гвардейской стрелковой дивизии..

## Награды
- Орден Красного Знамени (Приказ 3-го Украинского фронта № 055/н от 27.05.1944);
- Орден Богдана Хмельницкого 2-й степени (Указ Президиума Верховного Совета СССР от 06.04.1945);
- Орден Александра Невского (Приказ Юго-Западного фронта № 032/н от 17.01.1943);
- Орден Отечественной войны 1-й степени (Приказ 3-го Украинского фронта № 028/н от 20.03.1944);
- Медаль «За отвагу» (Приказ Южного фронта № 088/н от 01.02.1942);
- Медаль «За оборону Сталинграда»;
- Медаль «За взятие Берлина»;
- Медаль «За освобождение Праги»;
- Орден «Легион почёта» степени офицера[2]